# Joseph Vũ Văn Thiên
Joseph Vũ Văn Thiên (n. Kẻ Sặt, Provincia de Hải Dương, Vietnam, 26 de octubre de 1960) es un arzobispo católico, profesor y teólogo vietnamita.

## Biografía
Nació el día 26 de octubre del año 1960 en el municipio de Kẻ Sặt, situado en la Provincia de Hải Dương y Región del Delta del Río Rojo.
Tiene un total de cuatro hermanos.
Al descubrir su vocación religiosa, decidió ingresar en el Seminario Mayor de San José en Hanói, donde completó sus estudios de Filosofía y Teología. Finalmente recibió el sacramento del orden el 24 de enero de 1988 para la Diócesis de Hải Phòng, por el entonces obispo Joseph Nguyên Tùng Cuong.
Una vez ordenado sacerdote comenzó a trabajar como secretario personal del mismo obispo y también estuvo desempeñando otras tareas parroquiales.
Luego en 1996 se marchó hacia Francia para continuar con su formación. Allí logró obtener una Licenciatura en Teología por el Instituto Católico de París.
Cuando regresó a Vietnam en el 2000, volvió al Seminario Mayor de San José en Hanói para trabajar como profesor de Teología.

## Episcopado

### Obispo de Hải Phòng
El 26 de noviembre de 2002, el Papa Juan Pablo II le nombró XXI Obispo de la Diócesis de Hải Phòng.
Recibió su consagración episcopal el 2 de enero de 2003 a manos del cardenal, Paul Joseph Phạm Đình Tụng que actuó en calidad de consagrador principal.
Sus co-consagradores fueron el entonces Obispo de Nha Trang, Paul Nguyên Van Hòa y el entonces Obispo de Thái Bình, François Xavier Nguyên Van Sang.
Cabe destacar que en noviembre de 2017, Thien presidió una ceremonia que inició la construcción de una iglesia para reemplazar un santuario histórico dedicado a los mártires locales que fue destruido en un ataque aéreo estadounidense en el año 1967 durante la Guerra de Vietnam.

### Arzobispo de Hanói
El 17 de noviembre de 2018, el Papa Francisco lo designó XXI Arzobispo Metropolitano de la Arquidiócesis de Hanói, en sucesión del cardenal Pierre Nguyên Văn Nhon quien renunció por el límite de edad.
Tomó posesión oficial de esta nueva sede el día 18 de diciembre de ese mismo año, en la Catedral de San José de Hanói.
Dentro de la  Conferencia Episcopal de Vietnam (CBCV) ejerce de Secretario General Adjunto y de Director del Comité de la Juventud.